# 기시마군

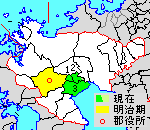
기시마 군의 위치

기시마군(일본어: 杵島郡, きしまぐん)은 일본 사가현에 있는 군이다.
인구 35,731명, 면적 135.55km², 인구밀도 264명/km².(2025년 5월 1일, 추계인구)
이하 3정으로 구성된다.
- 오마치정(大町町)
- 고호쿠정(江北町)
- 시로이시정(白石町)

## 역사
- 1889년 4월 1일 - 정촌제 시행과 함께 기시마 군에 다케오 정과 23개의 촌이 성립하였다.(1정 23촌)
- 1900년 6월 7일 - 다케오 촌을 다케오 정에 편입하였다.(1정 22촌)
- 1932년 4월 1일 - 야마구치 촌·오다 촌·사루시 촌이 합병해 고호쿠 촌이 성립하였다.(1정 20촌)
- 1936년 1월 1일 - 오마치 촌이 정으로 승격해 오마치 정이 되었다.(2정 19촌)
- 1936년 4월 1일 - 후쿠지 촌이 정으로 승격·개칭해 시로이시 정이 되었다.(3정 18촌)
- 1944년 4월 29일 - 기타가타 촌이 정으로 승격해 기타가타 정이 되었다.(4정 17촌)
- 1952년 4월 1일 - 고호쿠 촌이 정으로 승격해 고호쿠 정이 되었다.(5정 16촌)
- 1954년 4월 1일(4정 9촌)
  - 다케오 정·다치바나 촌·와카기 촌·니시카와노보리 촌·아사히 촌·다케우치 촌·히가시카와노보리 촌이 합병해 다케오시가 성립, 군에서 이탈하였다.
  - 스미요시 촌·나카토 촌이 합병해 야마우치 촌이 성립하였다.
- 1955년 4월 1일 - 긴코 촌·류오 촌이 합병해 아리아케 촌이 성립하였다.(4정 8촌)
- 1955년 7월 20일 - 시로이시 정·롯카쿠 촌·스코 촌이 합병해 시로이시 정이 성립하였다.(4정 6촌)
- 1955년 9월 30일 - 아리아케 촌·미나미아리아케 촌이 합병해 아리아케 촌이 성립하였다.(4정 5촌)
- 1956년 4월 1일 - 하시시타 촌이 시로이시 정·기타가타 정에 분할 편입되었다.(4정 4촌)
- 1956년 7월 1일 - 기타아리아케 촌이 시로이시 정에 편입되었다.(4정 3촌)
- 1956년 9월 30일 - 고호쿠 정이 오기 군 도가와 촌의 일부를 편입하였다.
- 1960년 9월 1일 - 야마우치 촌이 정으로 승격해 야마우치 정이 되었다.(5정 2촌)
- 1962년 10월 1일 - 아리아케 촌이 정으로 승격해 아리아케 정이 되었다.(6정 1촌)
- 1967년 4월 1일 - 후쿠도미 촌이 정으로 승격해 후쿠도미 정이 되었다.(7정)
- 2005년 1월 1일 - 시로이시 정·아리아케 정·후쿠도미 정이 합병해 시로이시 정이 성립하였다.(5정)
- 2006년 3월 1일 - 야마우치 정·기타가타 정이 다케오 시와 합병해 다케오 시가 성립, 군에서 이탈하였다.(3정)